# 肯·亨利
肯尼思·“肯”·亨利（英語：Kenneth "Ken" Henry，1929年1月7日—2009年3月1日），美国男子速度滑冰运动员。他曾代表美国获得1952年冬季奥运会速度滑冰比赛男子500米金牌。他也参加了1948年和1956年冬季奥运会。